# پوپوندتا
پوپوندتا مرکز استان شمالی، واقع در کشور پاپوآ گینه نو است.